# Anogí
 (mars 2024).
La mise en forme du texte ne suit pas les recommandations de Wikipédia : il faut le « wikifier ».
Les points d'amélioration suivants sont les cas les plus fréquents. Le détail des points à revoir est peut-être précisé sur la page de discussion.
- Les titres sont pré-formatés par le logiciel. Ils ne sont ni en capitales, ni en gras.
- Le texte ne doit pas être écrit en capitales (les noms de famille non plus), ni en gras, ni en italique, ni en « petit »…
- Le gras n'est utilisé que pour surligner le titre de l'article dans l'introduction, une seule fois.
- L'italique est rarement utilisé : mots en langue étrangère, titres d'œuvres, noms de bateaux, etc.
- Les citations ne sont pas en italique mais en corps de texte normal. Elles sont entourées par des guillemets français : « et ».
- Les listes à puces sont à éviter, des paragraphes rédigés étant largement préférés. Les tableaux sont à réserver à la présentation de données structurées (résultats, etc.).
- Les appels de note de bas de page (petits chiffres en exposant, introduits par l'outil «  Source ») sont à placer entre la fin de phrase et le point final[comme ça].
- Les liens internes (vers d'autres articles de Wikipédia) sont à choisir avec parcimonie. Créez des liens vers des articles approfondissant le sujet. Les termes génériques sans rapport avec le sujet sont à éviter, ainsi que les répétitions de liens vers un même terme.
- Les liens externes sont à placer uniquement dans une section « Liens externes », à la fin de l'article. Ces liens sont à choisir avec parcimonie suivant les règles définies. Si un lien sert de source à l'article, son insertion dans le texte est à faire par les notes de bas de page.
- La présentation des références doit suivre les conventions bibliographiques. Il est recommandé d'utiliser les modèles {{Ouvrage}}, {{Chapitre}}, {{Article}}, {{Lien web}} et/ou {{Bibliographie}}. Le mode d'édition visuel peut mettre en forme automatiquement les références.
- Insérer une infobox (cadre d'informations à droite) n'est pas obligatoire pour parachever la mise en page.

Pour une aide détaillée, merci de consulter Aide:Wikification.
Si vous pensez que ces points ont été résolus, vous pouvez retirer ce bandeau et améliorer la mise en forme d'un autre article.
Anogí (grec moderne Ανωγή Anoyí/Anogí et Ανωή Anoi dans le dialecte local) est un village de montagne d'Ithaque dans les îles Ioniennes. Selon le recensement de 2011, sa population est de 39 habitants.

## Données générales et historiques
Anogi est située dans la partie nord de l'île, sur les pentes du mont Níritos. Construite à 510 mètres d'altitude, c'est la localité la plus montagneuse d'Ithaque. Elle se trouve à environ 16 km (par la route) au nord-nord-ouest de Vathy. Pendant la période de la domination britannique, le village était une prison, alors qu'on estime qu'au 19e siècle la population dépassait les 1 000 habitants. Anogi est officiellement mentionnée après l'incorporation des îles Ioniennes (1864), en 1866 dans la gazette gouvernementale 9A - 28/01/1866 pour être annexée à la municipalité de Niritia et en 1912 dans la gazette gouvernementale 248A - 18/08/1912 pour être le siège de la communauté homonyme nouvellement fondée. Selon le programme Kallikrates, ils forment, avec le Moni Katharon, la communauté locale d'Anogi, qui fait partie de la municipalité d'Ithaque. La communauté locale est classée comme un établissement rural de montagne, avec une superficie de 11,870 km² (2011).

## Population

### Permanente
| Année | Population |
| ----- | ---------- |
| 1991  | 73         |
| 2001  | 53         |
| 2011  | 39         |

### Réelle (de facto)
| Année | Population |
| ----- | ---------- |
| 1961  | 173        |
| 1971  | 136        |
| 1981  | 92         |
| 1991  | 70         |
| 2001  | 50         |
| 2011  | 37         |

## Sources
- Encyclopédie Papyrus Larouche Britannica, 1996, 2006 (PLM)
- Encyclopédie Papyrus Larouche, 1963 (PL)